# Kagal'nik
Il Kagal'nik (in russo Кагальник?; nel corso superiore Kagal'niček) è un fiume della Russia europea meridionale. Scorre nell'oblast' di Rostov e sfocia nel golfo di Taganrog del mar d'Azov.
Il fiume ha origine venti chilometri a sud-ovest del bacino idrico Vesëlovskoe, scorre in direzione prevalentemente occidentale; è un tipico rappresentante dei fiumi della steppa e secca in estate nei tratti superiori. Il suo letto corre generalmente parallelo al Don. Ha una lunghezza di 162 km; l'area del suo bacino è di 5040 km². Nel medio corso attraversa il villaggio di Kagal'nickaja.